# Stańkowa (Ukraina)
Stańkowa (ukr. Станькова) – wieś na Ukrainie, w rejonie kałuskim obwodu iwanofrankiwskiego, założona w 1158.
W II Rzeczypospolitej miejscowość była w składzie gminy wiejskiej Wierzchnia w powiecie kałuskim województwa stanisławowskiego.
Wieś liczy 1266 mieszkańców.